# Brothers of Earth
Brothers of Earth (cu sensul de Frații Pământului) este un roman științifico-fantastic din 1976 scris de  C. J. Cherryh. A fost al doilea dintre romanele lui Cherryh care a fost publicat, după apariția romanului Gate of Ivrel (Poarta lui Ivrel), deși ea a finalizat și a trimis mai întâi romanul Brothers of Earth. Donald A. Wollheim, de la editura DAW Books, a decis că publicarea mai întâi a romanului Poarta lui Ivrel ar fi mai avantajoasă din punct de vedere comercial, astfel încât lansarea romanului Frații Pământului a fost amânată până când a fost lansat primul. 
Cartea a fost publicată pentru prima dată cu copertă dură în ediția Science Fiction Book Club din iunie 1976 și a fost urmată de prima ediție DAW cu copertă broșată în luna octombrie a acelui an. În 2003, DAW a relansat cartea într-o ediție omnibus împreună cu romanul lui Cherryh, Hunter of Worlds din 1977. Ediția omnibus a fost intitulată At the Edge of Space (La marginea spațiului). 
La fel ca romanul Gate of Ivrel și continuările sale, Brothers of Earth are loc în Universul Alianță-Uniune; cu toate acestea, aceste romane descriu evenimente îndepărtate și în mare măsură lipsite de legătură cu multe lucrări ulterioare ale ei din acea cronologie. Cartea s-a clasat pe locul 10 în sondajul Premiului Locus din 1977 pentru cel mai bun roman.

## Intrigă
Protagonistul cărții este Kurt Morgan, un membru al echipajului de pe nava Alianței Endymion, care a fost distrusă într-o bătălie spațială cu forțele Hanan. Morgan evacuează nava și aterizează pe o planetă extraterestră, casa rasei Nemet. Morgan este salvat de o fracțiune a rasei Nemet și se implică curând în luptele lor politice și militare. Cu toate acestea, Morgan nu este primul om blocat pe planetă. Întâlnirile sale cu o femeie care a naufragiat aici anterior pun în pericol întreaga rasă Nemet atunci când ea reacționează rău și amenință să dezlănțuie arme de distrugere în masă pe întreaga planetă. 

## Lucrări citate
- Cherryh, C. J. Brothers of Earth, (DAW Books, 1976).
- Cherryh, C. J. Hunter of Worlds, (DAW Books, 1977).
- Cherryh, C. J. At the Edge of Space - La marginea spațiului, Omnibus (DAW Books, 2003)
- Cherryh, C. J. "Brothers of Earth" - „Frații Pământului”. 1976 DAW, New York. (ISBN: 0886772907)

## Vezi și
- 1976 în științifico-fantastic